# Саша Калайджич
Саша Калайджич (нім. Sasa Kalajdzic; нар. 7 липня 1997, Горн, Австрія) — австрійський футболіст сербського походження, центральний форвард англійського клубу «Вулвергемптон» та національної збірної Австрії.

## Ігрова кар'єра

### Клубна
Саша Калайджич починав грати у футбол у віденському клубі «Донфілд». У 2016 році він перейшов до складу «Адміри Ваккер», де починав грати у дублі. У липні 2017 року Калайджич дебютував у австрійській Бундеслізі.
Провівши в Австрії два сезони Калайджич влітку 2019 року підписав чотирирічний контракт із німецьким клубом «Штутгарт». Контракт нападника обійшовся «швабам» у 2,5 млн євро. Своєю результативною грою футболіст допоміг клубу піднятися до Бундесліги.

### Збірна
У складі молодіжної збірної Австрії Саша Калайджич взяв участь у молодіжному Євро-2019, що проходив в Італії.
14 жовтня 2020 року у матчі Ліги націй УЄФА проти команди Румунії Калайджич дебютував у національній збірній Австрії.
25 березня 2021 року у виїздному матчі відбору до чемпіонату світу 2022 у Глазго проти збірної Шотландії Калайджич оформив дубль, забивши свої перші голи у складі збірної, врятував нічийний результат для команди Австрії.